# نيل سلوان
نيل سلوان (بالإنجليزية: Neil James Alexander Sloane)‏ مواليد 10 أكتوبر 1939 في ويلز، رياضياتي بريطاني  ساهم بشكل رئيسي في حقل توافقيات وخاصية تصحيح الخطأ وتعبئة الكرات، واشتهر بشكل رئيسي بإنشاء موسوعة المتتاليات الصحيحة على الإنترنت. حائز على وسام ريتشارد هامينغ عام 2005.